# 鳥井村
鳥井村（とりいむら）は、島根県安濃郡にあった村。現在の大田市の一部にあたる。

## 地理
- 海洋：日本海

## 歴史
- 1889年（明治22年）4月1日、町村制の施行により、安濃郡鳥井村、鳥越村が合併して村制施行し、鳥井村が発足[1][2]。
- 1954年（昭和29年）1月1日 - 安濃郡大田町・長久村・久手町・波根東村・川合村、邇摩郡静間村・久利村と合併して市制施行し大田市を新設して廃止された[1][2]。

### 地名の由来
神社の鳥居に由来。

## 産業
- 農業、漁業[1]。